# Spiraeanthemum macgillivrayi
Spiraeanthemum macgillivrayi är en tvåhjärtbladig växtart. Spiraeanthemum macgillivrayi ingår i släktet Spiraeanthemum och familjen Cunoniaceae.

## Underarter
Arten delas in i följande underarter:
- S. m. kajewskii
- S. m. macgillivrayi